# Emoia sanfordi
Emoia sanfordi — вид сцинкоподібних ящірок родини сцинкових (Scincidae). Ендемік Вануату. Вид названий на честь американського орнітолога Леонарда Катлера Сенфорда.

## Поширення і екологія
Emoia sanfordi широко поширені на Нових Гебридах, від островів Торрес на південь до Ефате. Вони живуть у первинних і вторинних тропічних лісах. в заростях на кокосових плантаціях, в садах та поблизу людських поселень. Зустрічаються на висоті від 1500 м над рівнем моря. Відкладають яйця, в кладці від 3 до 7 яєць.